# 北里村 (滋賀県)
北里村（きたざとむら）は、滋賀県野洲郡にあった村。現在の近江八幡市の北西端、琵琶湖の沿岸、日野川の河口域にあたる。

## 地理
- 湖沼：琵琶湖
- 河川：日野川

## 歴史
- 1889年（明治22年）4月1日 - 町村制の施行により、江頭村・十王町村・小田村・野村・佐波江村の区域をもって発足。
- 1955年（昭和30年）3月1日 - 近江八幡市に編入。同日北里村廃止。

## 出身著名人
- 井狩弥左衛門（江頭村出身、貴族院多額納税者議員）